# Championnats d'Afrique de gymnastique aérobic 2010
Navigation
Walvis Bay 2008 Pretoria 2012
Les championnats d'Afrique de gymnastique aérobic 2010 sont des championnats de gymnastique artistique qui se sont tenus en 2010 à Walvis Bay (Namibie) et qui ont opposé des gymnastes aérobics des pays d'Afrique. Elles ont concerné les catégories seniors et juniors hommes et dames.
La compétition se déroule conjointement avec les Championnats d'Afrique de gymnastique rythmique 2010 et les Championnats d'Afrique de trampoline 2010,.